# Blackhat-SEO
Blackhat-SEO ist ein Begriff aus der Suchmaschinenoptimierung. Er bezeichnet Methoden, die gegen die Qualitätsrichtlinien der Suchmaschinen verstoßen. Dazu gehört unter anderem die automatische Generierung von Texten und das Eindringen in fremde Systeme zum Setzen von Backlinks.

## Begriffsherkunft
Der Name ist eine Anlehnung an Wildwestfilme, in denen sich der Protagonist und sein Gegenspieler duellieren. Während der Held einen weißen Hut trägt, der für das Gute steht und die legale, ethische Seite der Suchmaschinenoptimierung verkörpert, trägt der Schurke einen schwarzen Hut, der wiederum für das Böse und das „Blackhat-SEO“ steht.

## Blackhat-Maßnahmen
Es gibt verschiedene Facetten von Blackhat-Maßnahmen. Im Bereich der Offpage-Optimierung verstoßen Linktausch und Linkkauf zur Manipulation der Rankings gegen die Richtlinien und führen im schlimmsten Fall zur Entfernung aus dem Index. Aber auch der Aufbau von Domainnetzwerken zur gegenseitigen Stärkung ist ein Negativbeispiel.
Neben externen Faktoren können auch Manipulationen innerhalb der Domain (Onpage-Optimierung) als Blackhat-SEO angesehen werden. Ein typisches Beispiel ist das Keyword Stuffing, d. h. die hohe Auflistung an wichtigen Schlüsselbegriffen. Keyword Stuffing wirkt unnatürlich und kann von den Suchmaschinenbetreibern als manipulativ angesehen werden. Ein weiteres Beispiel ist Cloaking, bei der unterschiedliche Versionen einer Seite für Nutzer und Suchmaschinen erstellt wird.